# Chris Culliver
Chris Culliver (Garner, 17 agosto 1988) è un giocatore di football americano statunitense che gioca nel ruolo di cornerback per gli Indianapolis Colts della National Football League (NFL). Fu scelto nel corso del terzo giro (80º assoluto) del Draft NFL 2011 dai San Francisco 49ers. Al college ha giocato a football alla University of South Carolina.

## Carriera professionistica

### San Francisco 49ers
Culliver fu scelto nel corso del terzo giro del Draft 2011 dai San Francisco 49ers. Nella sua stagione da rookie disputò tutte le 16 partite della stagione regolare, nessuna delle quali come titolare, mettendo a segno 35 tackle, 7 passaggi deviati e un intercetto ritornato per 23 yard.
Nella partita della settimana 5 della stagione 2012 vinta contro i Buffalo Bills Culliver mise a segno il suo primo intercetto stagionale.
Nella finale della NFC in trasferta contro i numero 1 del tabellone, gli Atlanta Falcons, Culliver mise a segno quattro tackle e un intercetto su Matt Ryan contribuendo alla vittoria e alla prima qualificazione al Super Bowl dei Niners dal 1994. Nel Super Bowl XLVII Chris mise a segno 4 tackle ma i 49ers furono sconfitti 34-31 dai Baltimore Ravens.
Nel luglio 2013, all'inizio del training camp, Culliver si ruppe il legamento collaterale anteriore, venendo costretto a saltare l'intera stagione 2013. Tornato in campo nella settimana 1 della stagione 2014 contro i Dallas Cowboys, all'inizio della gara recuperò un fumble di DeMarco Murray ritornandolo per 35 yard in touchdown. Successivamente fu costretto però ad abbandonare il campo a causa di una commozione cerebrale subita. Nel penultimo turno stabilì un nuovo primato personale col suo terzo intercetto stagionale, ai danni di Philip Rivers dei Chargers.

### Washington Redskins
Il 13 marzo 2015, Culliver firmò coi Washington Redskins un contratto quadriennale. Fu svincolato dopo una sola stagione.

### Miami Dolphins
Il 9 agosto 2016, Culliver firmò con i Miami Dolphins.

### Indianapolis Colts
Nel 2017, Culliver firmò con gli Indianapolis Colts.

## Palmarès
- National Football Conference Championship: 1

San Francisco 49ers: 2012

## Statistiche
| Partite totali      | 46  |
| Partite da titolare | 20  |
| Tackle totali       | 127 |
| Sack                | 0,0 |
| Intercetti          | 7   |
| Fumble forzati      | 0   |

Statistiche aggiornate alla stagione 2014